# Associazione Calcio Derthona 1936-1937
Questa pagina raccoglie le informazioni riguardanti l'Associazione Calcio Derthona nelle competizioni ufficiali della stagione 1936-1937.

## Stagione
Nella stagione 1936-1937 il Derthona ha disputato il girone C della Serie C piazzandosi all'ultimo posto in classifica con soli 8 punti venendo retrocesso in Prima Divisione.
Alla compilazione dei nuovi quadri della stagione successiva è riammesso in Serie C per allargamento dei quadri.

## Rosa
Rosa aggiornata all'inizio della stagione.
| N. |                   | Ruolo | Calciatore          |
| -- | ----------------- | ----- | ------------------- |
|    | Italia (bandiera) | P     | Dante Lunati        |
|    | Italia (bandiera) | D     | Carlo Battegazzorre |
|    | Italia (bandiera) | D     | Natale Franzini     |
|    | Italia (bandiera) | D     | Giuseppe Prati      |
|    | Italia (bandiera) | D     | Cesare Zoccola      |
|    | Italia (bandiera) | C     | Amilcare Baghino    |
|    | Italia (bandiera) | A     | Romeo Ferrari       |
|    | Italia (bandiera) | C     | Dante Gatti         |

| N. |                   | Ruolo | Calciatore     |
| -- | ----------------- | ----- | -------------- |
|    | Italia (bandiera) | C     | Armando Riso   |
|    | Italia (bandiera) | C     | Renato Rossi   |
|    | Italia (bandiera) | A     | Mario Bassi    |
|    | Italia (bandiera) | A     | Luigi Capelli  |
|    | Italia (bandiera) | A     | Ettore Corona  |
|    | Italia (bandiera) | A     | Luigi Gallanti |
|    | Italia (bandiera) | A     | Carlo Gianelli |
|    | Italia (bandiera) | A     | Luigi Leone    |